# Brachyglanis frenatus
Brachyglanis frenatus är en fiskart som beskrevs av Eigenmann 1912. Brachyglanis frenatus ingår i släktet Brachyglanis och familjen Heptapteridae. Inga underarter finns listade.